# Arkalochóri
Arkalochóri är en ort i Grekland.   Den ligger i prefekturen Nomós Irakleíou och regionen Kreta, i den sydöstra delen av landet, 300 km söder om huvudstaden Aten. Arkalochóri ligger 386 meter över havet och antalet invånare är 3 537.
Terrängen runt Arkalochóri är kuperad åt sydväst, men åt nordost är den platt. Terrängen runt Arkalochóri sluttar söderut.Runt Arkalochóri är det ganska glesbefolkat, med 27 invånare per kvadratkilometer. Närmaste större samhälle är Goúvai, 18,7 km norr om Arkalochóri. == Kommentarer ==
1. ↑  Framräknat ur variansen i alla höjduppgifter (DEM 3") från Viewfinder Panoramas, inom 10 km radie.[2] Mer om algoritmen finns här: Användare:Lsjbot/Algoritmer.